# Matameye
Matameye – miasto w Nigrze, w departamencie Zinder. W 2013 liczyło 22 934 mieszkańców.